# Pueblo de Santa Fe (Ciudad de México)

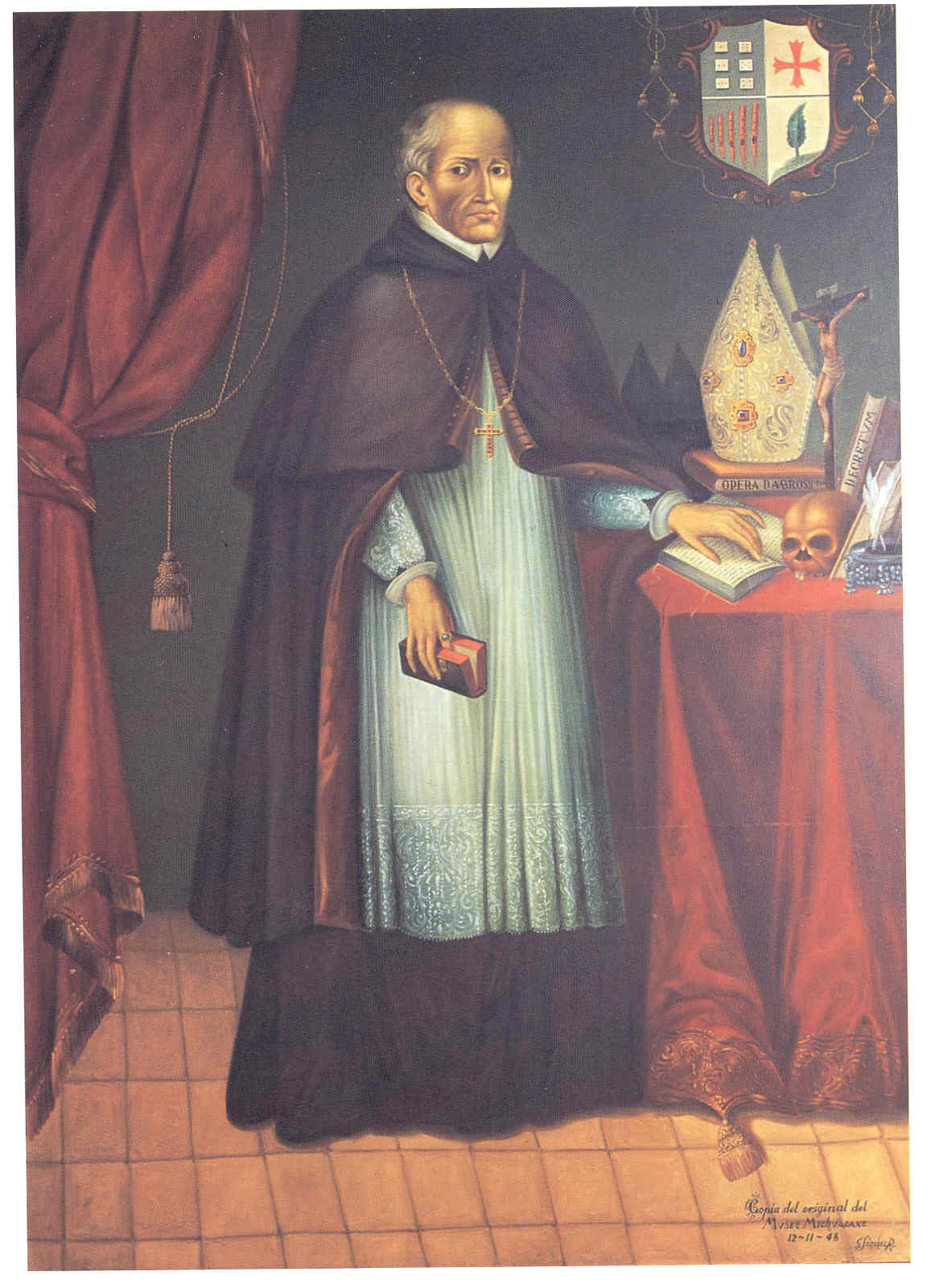
Vasco de Quiroga, miembro de la segunda Audiencia y primer obispo de Michoacán.

El pueblo de Santa Fe nació de las ruinas del pueblo–hospital de Santa Fe creado por Vasco de Quiroga en 1532, mismo que creó basado en las ideas del libro Utopía de Tomás Moro y que fue el inicio de una serie de pueblos en México y los Estados Unidos que llevan este nombre. Se ubica actualmente en la Alcaldía Álvaro Obregón de la Ciudad de México.
Es usual que el pueblo de Santa Fe sea confundido con el desarrollo inmobiliario Santa Fe, fundado desde 1980 sobre los viejos tiraderos de basura entre Santa Fe y San Pedro Cuajimalpa, que durante años se conocieron como el pueblo de pepenadores La Viñita.

## Ubicación
Los barrios que pertenecen a Santa Fe son Cuevitas, Belem, y el propio pueblo de Santa Fe; pasando el panteón que está en frente del mercado la Mexicana así como los barrios de Tecolalco y Tlapechico. Si se ve desde un recorrido por todo el Camino a Santa Fe, se puede limitar a ese núcleo de población desde la Unidad  Santa Fe (IMSS) hasta la Unidad Habitacional INFONAVIT Santa Fe, también conocida como Unidad Belén (no confundir con Belén de las Flores).

## Orígenes
En 1530 el misionero, sacerdote y confesor del monarca español Vasco de Quiroga, llegó a la capital de la Nueva España con la finalidad de formar parte del gobierno del virreinato a través de la Segunda Audiencia como Oidor. Este licenciado en Cánones experimentó de primera mano el abandono y exposición en que vivían los indígenas, sobre todo los mexicas que en su mayoría habían dejado hijos huérfanos y esposas viudas.
Por lo que basado en el libro Utopía de Tomás Moro organizó un hospital para remediar los males que padecían. En ese entonces se entendía como hospital una institución de beneficencia que incluía protección, cultura, salud y religión, para lo cual tomó una loma conocida como Acaxúchitl (“Flor de Caña”) a una media legua de la población de Tacubaya, al suroeste de la Ciudad de México.
En 1532 inicia la construcción de los diversos edificios que formaron el Pueblo-Hospital de Santa Fe. Se dice que Vasco de Quiroga pagó por las tierras pero no se ha encontrado algún vestigio de la transacción; lo que sí está documentado es que Hernán Cortés no solicitó ninguno de los terrenos que la formaban a pesar de que se encontraban en el medio de su Marquesado del Valle de Oaxaca. Este pueblo fue instituido formalmente por el virrey Antonio de Mendoza en 1537, para lo cual manda deslindar su territorio y separarlo de los pueblos principales que lo rodeaban como San Pedro Cuajimalpa, Santa Lucía y Tacubaya.
El pueblo se desarrollaba alrededor de una iglesia a cuyos lados se erigían edificios que albergaban servicios médicos, cocina comunitaria y habitáculos para religiosos, además de casas separadas para los indígenas, ya sea solos por género o como familias. Otros edificios se dedicaban a la enseñanza de oficios, como el forjado que era desconocido entre los mexicas. En la iglesia se enseñaba la nueva Fe cristiana que fue dirigida inicialmente por el agustino fray Alonso de Borja para luego con las leyes de regularización por clérigos seculares. Este hospital prosperó junto al pueblo circunvecino pero los viajes de su fundador al actual estado de Michoacán y su nombramiento como obispo del mismo en 1538 le permitió repetir en otras partes de ese estado la experiencia de Santa Fe, que le llevó a ser conocido como un benefactor de la región y por lo cual se le conoce como Tata Vasco (“Papa Vasco”); estos pueblos se extendieron hasta Nuevo México. En 1565 muere su fundador en Pátzcuaro Michoacán, luego de conseguir que se les diera un régimen fiscal especial a sus hospitales y a los habitantes de los mismos.
Estos pueblos se dirigían de forma semiindependiente al virreinato por medio de Ordenanzas reales que fueron válidas hasta el siglo XVIII. Los cargos administrativos eran los de Alcalde como un representante civil, el Cura-rector administrador del aspecto religioso y los Mayordomos encargados de las obras y festividades. Su fiesta patronal era la de la Asunción de María el día 15 de agosto.
En 1700 se menciona que solo existían las ruinas del hospital, el cual había terminado por las disputas internas y por las leyes de regularización que se impusieron en el virreinato. A su alrededor se menciona habitaban algunos indígenas que vivían del pastoreo y de la agricultura que se alimentaba con los varios ojos de agua de la zona que propiciaron la construcción en 1538 del acueducto de la Tlaxpana, que alimentaba de agua a los molinos de Tacubaya y a la Ciudad de México. El cual fue luego acrecentado con el agua del Desierto de los Leones en 1782.
En la época colonial el pueblo era paso obligatorio para ir a Toluca, por lo que existió una incipiente industria mercantil. Ya en la independencia, tras la batalla del Monte de las Cruces, fue uno de los puntos hasta donde llegaron tropas de Hidalgo desde Cuajimalpa, pero su cercanía a Tacubaya hizo poco viable su toma permanente.
Consumada la independencia continuó siendo un paso a Toluca, pero se remodeló el templo de Santa Fe para el beneficio de los vecinos. En 1838, previo a la intervención estadounidense, se instaló en la barranca situada al norte del pueblo una fábrica de pólvora para el gobierno federal, misma que sigue funcionando y que dio origen al Campo Militar 1F. En la intervención la fábrica fue tomada por los invasores y destruida su maquinaría. En 1860 se vende la maquinaria a un particular que la usaría como refacciones pero en 1865 en el gobierno de Maximiliano se recupera esta. No es hasta 1873 con el general Porfirio Díaz que se inicia la reconstrucción de las “Casa-Matas”, que concluye el 7 de mayo de 1900 y que aún se pueden ver en el fondo de la barranca por la que pasa el río Tacubaya.
En las postrimerías de la constitución de 1857 y el término del imperio Santa Fe es designada cabecera de la Prefectura del mismo nombre, la cual dura poco ya que se separan varios pueblos de su territorio formando los municipios de Cuajimalpa, Tacuba, Mixcoac, San Ángel y Santa Fe, quedando la cabecera de la prefectura en la ciudad de Tacubaya.
En el Porfiriato fue una zona de recreo para las familias ricas que vivían en Tacubaya, por lo que fue electrificada junto con Tacubaya. En 1880 fue tendido un ramal del tren Ciudad de México a Tacubaya, el cual fue luego continuado por el camino Real a Toluca hasta La Venta en Cuajimalpa. Este servicio fue desde un inicio con máquinas de motores eléctricos, por lo que su población aumentó rápidamente. En 1903 el municipio de Santa Fe desaparece y se integra al de San Ángel, del cual no se ha desligado hasta el momento.
En la revolución su cercanía a los bosques y parajes de Cuajimalpa, donde combatían sobre todo zapatistas, provocó la despoblación del pueblo por lo que al término de la lucha Santa Fe era un pueblo de unas cuantas casas con mucho terreno y pocos propietarios.
En los años 1940 inicia en forma la minería de materiales de construcción en las lomas del norte del pueblo que en su mayoría pertenecían a vecinos de Cuajimalpa, donde pasado el tiempo se hizo el hueco donde se creó el tiradero de basura de la Ciudad de México, mismo que estuvo abierto hasta finales de los años 1980 cuando inició la construcción del desarrollo inmobiliario City Santa Fe, el cual ha ido apropiándose del nombre Santa Fe.
Es en los años 1960 y 1970 cuando inicia la migración de habitantes de la ciudad y de otros estados a los terrenos del pueblo que permanecían vacíos por lo que no son comprados en su mayoría sino invadidos. Estos pobladores en un principio trataron de habitar zonas de minas pero los choques fueron tan fuertes con los propietarios que terminaron por asentarse en las lomas y barrancas vecinas mismas que hoy en día dan a muchas calles una gran pendiente que espantan.
Por esta época los grupos de delincuencia se organizan y forman pandillas muy conocidas y temidas como los Panchitos que son en realidad originarios del Barrio de La Garza, en Tacubaya pero que debido a la seguridad deficiente, llegaban a Santa Fe a delinquir llegando al punto crear gobiernos que controlan la zona y que terminan por hacerlos parte del sistema de gobierno de la ciudad. A principios de los ochenta la avenida Vasco de Quiroga es ampliada, destruyendo gran parte de su arquitectura. Es en los años noventa con el desarrollo de City Santa Fe que Santa Fe comienza a convertirse en una zona de servicios y recursos para el desarrollo, ya que muchos de los trabajos temporales y permanentes que crea son aprovechados por los habitantes. Hoy en día continúa conservando mucha de su mala fama pero está girando a convertirse en un núcleo urbano de nivel medio.

## Historia popular
La zona llamada "Santa Fé" abarca desde la Unidad Habitacional Santa Fe del IMSS, que está en la esquina de las avenidas Camino Real a Toluca y Escuadrón 201, a pocos minutos de la colonia Tacubaya y también de la colonia Observatorio.
Los barrios que pertenecen a Santa Fe son Cuevitas, Belem, La Mexicana, La Cañada hacia el sur, pasando el panteón hacia el norte se ubica el pueblo de Santa Fe que incluye los barrios de Bejero, Tecolalco y Tlapechico, barrios que con el tiempo se han convertido en pequeñas colonias, pero que en algún tiempo formaron parte de la ahora colonia Santa Fe. A principios de la colonización de este poblado, su territorio abarcaba por todo el Camino a Santa Fe, comenzando desde la Unidad Infonavit Santa Fe, hasta lo que hoy en día es conocido como Santa Fe pueblo.
A este pueblo se le consideró una zona peligrosa pues en la década de los 80 existió una pandilla que se denominaba la Banda de los Panchitos y mantenían en jaque al poniente de la ciudad comenzando por Tacubaya y Observatorio, hacia arriba. Entre lo más decente que hacían eran las "pintas de bardas" (hoy conocido como grafiti), y de ahí en adelante eran golpizas, robos, asaltos, etc. Pero esos anteriores chavos banda se hicieron personas adultas y ellos mismos en un afán de retribuirle a la sociedad algo de lo que fueron sus desmanes, ellos mismos han remozado su propio entorno.
También existía gente que se interesaba por salud y bienestar de su comunidad, chavos banda que impartían cursos de defensa personal (box, lucha libre, karate, etc.) Abrieron centros comunitarios, en donde impartían cursos de diversos tipos y hacían jornadas de salud, así como de convivencias sociales. Hacían tardeadas sonideras para recaudar fondos y hacer canchas deportivas para los jóvenes.

## Servicios
Santa Fe cuenta todos con los servicios públicos y privados como restaurantes, hoteles, centros nocturnos, supermercados, bancos, clubes deportivos, panteón, hospitales, etc.
También cuenta con la Unidad Santa Fe IMSS inaugurada en 1952 por el presidente de la República Adolfo Ruiz Cortines y Antonio Ortiz Mena entonces director general del IMSS. Esta unidad se construyó sobre los terrenos del Rancho Santa María Nonoalco que fue propiedad de María García Ruiz de Noriega, Margarita García Ruiz y Carmen García Ruiz en lo que entonces era parte de Mixcoac. En su momento fue planeada como una micro ciudad por el arquitecto Mario Pani Darqui ya que al estar construida en las periferias de la ciudad, no había vías de comunicación ni negocios abastecedores, por lo que dentro de la misma se encontraba una zona comercial (aún en funcionamiento) gimnasio, teatro, áreas deportivas, la concha acústica conocida hoy en día como "cola de pato" en donde se realizan eventos al aire libre y la Clínica de Medicina Familiar número 12, esta unidad estuvo edificada en un inicio solamente para empleados de IMSS.

## Fiestas religiosas
Es la correspondiente a la de la Asunción de María el 15 de agosto.

## Centros religiosos
El pueblo de Santa Fe cuenta con dos edificios históricos y uno muy moderno, los dos primeros son la parroquia de la Asunción de María, la segunda la ermita de la Exaltación de la Santa Cruz localizada en la barranca que lleva a las lomas de Santa Fe al norte del pueblo y la cual está muy abandonada, esta fue construida en 1532, la moderna es un templo dependiente ubicada en el desarrollo Santa Fe la capilla de la Asunción de María, según algunos para lograr la unificación de ambas poblaciones pero en esta última hay mucha población flotante y de la permanente tiene un fuerte ingrediente de creyentes judíos y protestantes, esta obra moderna es un trabajo del arquitecto Javier Sordo Madaleno.

## Transporte
Para llegar al pueblo de Santa Fe se pueden tomar transportes públicos, desde varias estaciones del Sistema de Transporte Colectivo (Metro): 
- Desde el Metro Tacubaya: Línea 9 (Pantitlán-Tacubaya), salida Av. Jalisco esq. Arq. Carlos Lazo, destino: Centro Comercial Santa Fe, por medio de microbuses o autobuses colectivos.

- Desde el Metro Observatorio:Línea 1 (Pantitlán-Observatorio), salida en el paradero frente a la Terminal de Autobuses Poniente, destino Centro Comercial Santa Fe por medio de microbuses o autobuses colectivos.

- Desde el Metro Villa de Cortés: Línea 2 (Tasqueña-Cuatro Caminos), salida Plaza Victoria y Calzada de Tlalpan, destino: Cuernito, siendo esta una ruta no directa porque hay que tomar otro colectivo con destino al Centro Comercial Santa Fe

- Desde  la Av. de los Insurgentes esq. Filadelfia, junto a la torre del World Trade Center México con destino: Centro Comercial Santa Fe.

- Desde Metro Balderas Línea 1 (Pantitlán-Tacubaya) salida en el parque Tolsa camión RTP con destino a ciudad Santa Fe

- Desde el Metro Constituyentes: Línea 7 (El Rosario-Barranca del Muerto) abordar en la estación terminal de la Línea 3 del Cablebús Los Pinos/Constituyentes y descender en Vasco de Quiroga, la otra estación terminal.